# Air Namibia
Air Namibia, nom comercial d'Air Namibia (Pty) Limited, és l'aerolínia de bandera de Namíbia. Té la seu a Windhoek i la seva base principal a l'Aeroport Internacional Hosea Kutako. A agost del 2017, la seva flota incloïa quatre Airbus A319-100, dos Airbus A330-200 i quatre Embraer ERJ 135ER. Duu a terme vols interns, regionals i internacionals, així com vols de càrrega. El 100% del capital d'Air Namibia es troba a les mans del govern del país.